# Tailhac
Tailhac is een gemeente in het Franse departement Haute-Loire (regio Auvergne-Rhône-Alpes) en telt 85 inwoners (2009). De plaats maakt deel uit van het arrondissement Brioude.

## Geografie
De oppervlakte van Tailhac bedraagt 13,6 km², de bevolkingsdichtheid is dus 6,3 inwoners per km².
De onderstaande kaart toont de ligging van Tailhac met de belangrijkste infrastructuur en aangrenzende gemeenten.

## Demografie
Onderstaande figuur toont het verloop van het inwonertal (bron: INSEE-tellingen).